# Jours de fièvre
Jours de fièvre è l'ultimo singolo promozionale tratto dall'album Incognito della cantante canadese Céline Dion, pubblicato come primo singolo in Danimarca nel 1988.

## Contenuti e pubblicazioni
Il singolo fu pubblicato sul lato A del disco mentre il lato B includeva la traccia Ma chambre, sebbene la copertina posteriore elenca il lato B con il titolo Partout Je Te Vois (scritto da Eddy Marnay / Aldo Nova), mentre l'etichetta centrale del disco riporta Ma Chambre (scritto da Mercure / Ferland), il titolo corretto è quello indicato sull'etichetta centrale del lato B dell'LP.
Jours de fièvre fu promosso da un videoclip musicale, tratto anch'esso dallo speciale televisivo Incognito, trasmesso nel settembre 1987 in Canada.

## Formati e tracce
LP Singolo 7" (Danimarca) (Mega Records: MRCS 2345)
1. Jours de fièvre – 5:08 (Eddy Marnay, Jean-Alain Roussell)
2. Ma chambre – 4:10 (Daniel Mercure, Jean-Pierre Ferland)